# Лоусон, Хелен
Хелен Лоусон (англ. Helen Lawson, полное имя Helen Elizabeth Lawson; 1808—1853) — американская художница-иллюстратор.

## Биография
Родилась в Филадельфии в 1808 году и была второй дочерью в семье Александра и Элизабет Лоусон. Александр Лоусон (Alexander Lawson, 1772—1846) был успешным гравером, который гравировал иллюстрации для таких изданий, как «American Ornithology» Александра Вильсона.
Официальное образование Хелен неизвестно. Но благодаря гравировальному мастерству своего отца она выросла в окружении образцов искусства и естественной истории и смогла приобрести необычайно глубокие для женщины своего времени знания по этим предметам. Отец поощрял способность дочери рисовать; Хелен сама научилась гравировать и стала искусным гравером-любителем уже в возрасте шестнадцати лет. Однако неудобная и малоподвижная поза, требуемая во время гравировки, стала вредна для её здоровья, и она обратилась к карандашу и акварели.
Значительная часть дошедших до настоящего времени работ Хелен Лоусон была выполнена для пенсильванского конхиолога и энтомолога Сэмуэля Холдемана в его монографии A Monograph of the Freshwater Univalve Mollusca of the United States. Работа Хелен была хорошо принята — редактор American Journal of Science and Arts Бенджамин Силлиман (Benjamin Silliman, 1779—1864) отмечал, что иллюстрации к монографии Холдемана «настолько совершенны, что, безусловно, не оставляют желать лучшего». Это же отметили и другие известные учёные.
В период расцвета своего творчества Хелен Лоусон была выдвинута на должность секретаря в Филадельфийская школа дизайна для женщин. Она обладала необычными для женщины той эпохи способностями, позволявшими ей работать в мире искусства и науки.
Летом 1852 года Хелен заболела туберкулезом и умерла в Филадельфии 20 января 1853 года. Её похоронили рядом с родителями на городском кладбище Laurel Hill Cemetery.